# Logi
Logi („Lohe, Flamme, Feuer“) auch Hâlogi („Hochflamme“), ist in der nordischen Mythologie ein Feuerriese und eine Personifizierung des Feuers. Gemäß der Preisung Thors war sein Vater Fornjótr. Logi war der mittlere seiner drei Söhne. Hlér (Herrscher des Meeres) war der ältere und Kari (Herrscher des Windes) der jüngere. Logis Frau war Glöd („Glut“). Mit ihr hatte er zwei Töchter Eysa und Eimyria (»Glutasche«), die von den beiden verbannten Jarlen Besetil und Bisil auf ein fernes Eiland entführt wurden.
In der Gylfaginning tritt, im Mythos von der Reise nach Utgard, der Ase Loki gegen den Riesen Logi in einem Wettessen an, welches Logi gewinnt:

„Da sprach Loki, welcher der hinterste  war: Eine Kunst verstehe ich, die ich bereit bin zu zeigen: Keiner soll hier innen sein der seine Speise hurtiger aufessen möge als ich. Da versetzte Utgardloki: Dies ist wohl eine Kunst, wenn du sie verstehst, und das wollen wir nun versuchen. Da rief er nach den Bänken hin, dass einer, Logi geheißen, auf den Estrich vortrete, sich gegen Loki zu versuchen. Da wurde ein Trog genommen und auf den Boden der Halle gesetzt und mit Fleisch gefüllt: Loki setzte sich an das eine Ende und Logi an das andere, und jeder aß aufs hurtigste, bis sie sich in der Mitte des Trogs begegneten. Da hatte Loki alles Fleisch von den Knochen abgegessen, aber Logi hatte alles Fleisch mitsamt den Knochen verzehrt und den Trog dazu. Alle dachten nun, dass Loki das Spiel verloren habe …
Das erste war das, worin sich Loki versuchte: er war sehr hungrig und aß stark; aber der, welcher Logi hieß, war das Wildfeuer und verbrannte das Fleisch und den Trog zugleich.“

Bei Richard Wagner erscheint er in Der Ring des Nibelungen, und dort speziell Das Rheingold, unter dem Namen Loge, der jedoch starke Züge von Loki aufweist, obwohl beide Gestalten nichts miteinander zu tun haben.